# Pegantha zonorchis
Pegantha zonorchis är en nässeldjursart som först beskrevs av Ernst Haeckel 1879.  Pegantha zonorchis ingår i släktet Pegantha och familjen Solmarisidae. Inga underarter finns listade i Catalogue of Life.